# Monte Echia
Monte Echia è uno spuntone roccioso, interamente in tufo giallo, ubicato nella zona di Pizzofalcone, nel quartiere San Ferdinando di Napoli.
Questo promontorio si staglia sul Golfo di Napoli fra il borgo di Santa Lucia ad est, la conca di Chiaia ad ovest e sovrasta l'isolotto di Megaride a sud.
Su di esso i Cumani fondarono Partenope alla fine dell'VIII secolo a.C., anche se la più antica documentazione archeologica è risalente al III quarto dell'VIII, ossia tra il 750 e il 720 a.C. , non lontana dalle fasi più antiche di Pithecusa e dell'abitato di Cuma.

## Etimologia
Il promontorio anticamente era chiamato Euple o Emple da Euplea di Stazio. In seguito il nome si trasformò lentamente in Epla, Hecle, Ecla, Echa, per poi divenire l'attuale Echia. Alcuni studiosi invece credono ad una derivazione da Hercli, da Ercole, altri dal nome di una ninfa Egle.

## Storia

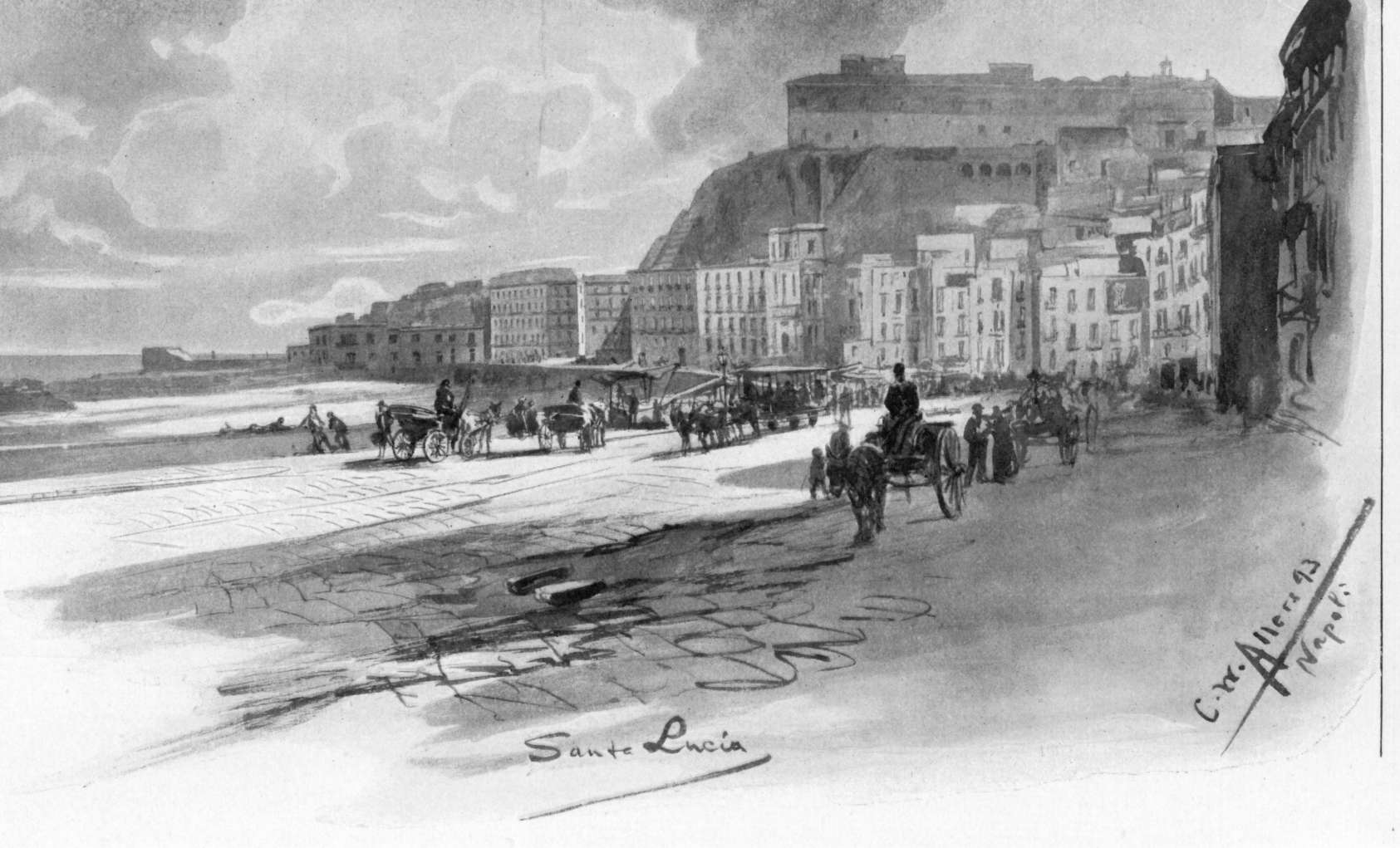
Veduta del Monte Echia visto dal borgo di Santa Lucia in una stampa di fine Ottocento

Partenope era collegata con la spiaggia e il porto da una sola via di accesso.
Inglobato nel castrum lucullanum (villa di Lucullo che si estendeva fino all'isolotto di Megaride) in Età Imperiale, ospitò i famosi giardini luculliani, pieni di piante esotiche e rare specie avicole.
L'antico nome del monte, Platamon (sopravvissuto nel toponimo della via che corre alla sua base, via Chiatamone), significa "rupe scavata da grotte". All'interno di monte Echia si aprono infatti innumerevoli cavità, che la tradizione antiquaria napoletana riteneva fossero abitate sin dalla preistoria e fino all'età classica. Successivamente divennero sede di riti mitriaci, di cenobiti nel Medioevo e di orge nel XVI secolo. Queste ultime destarono enorme scandalo, spingendo il viceré Pedro de Toledo alla loro ostruzione.

## Monumenti e luoghi d'interesse

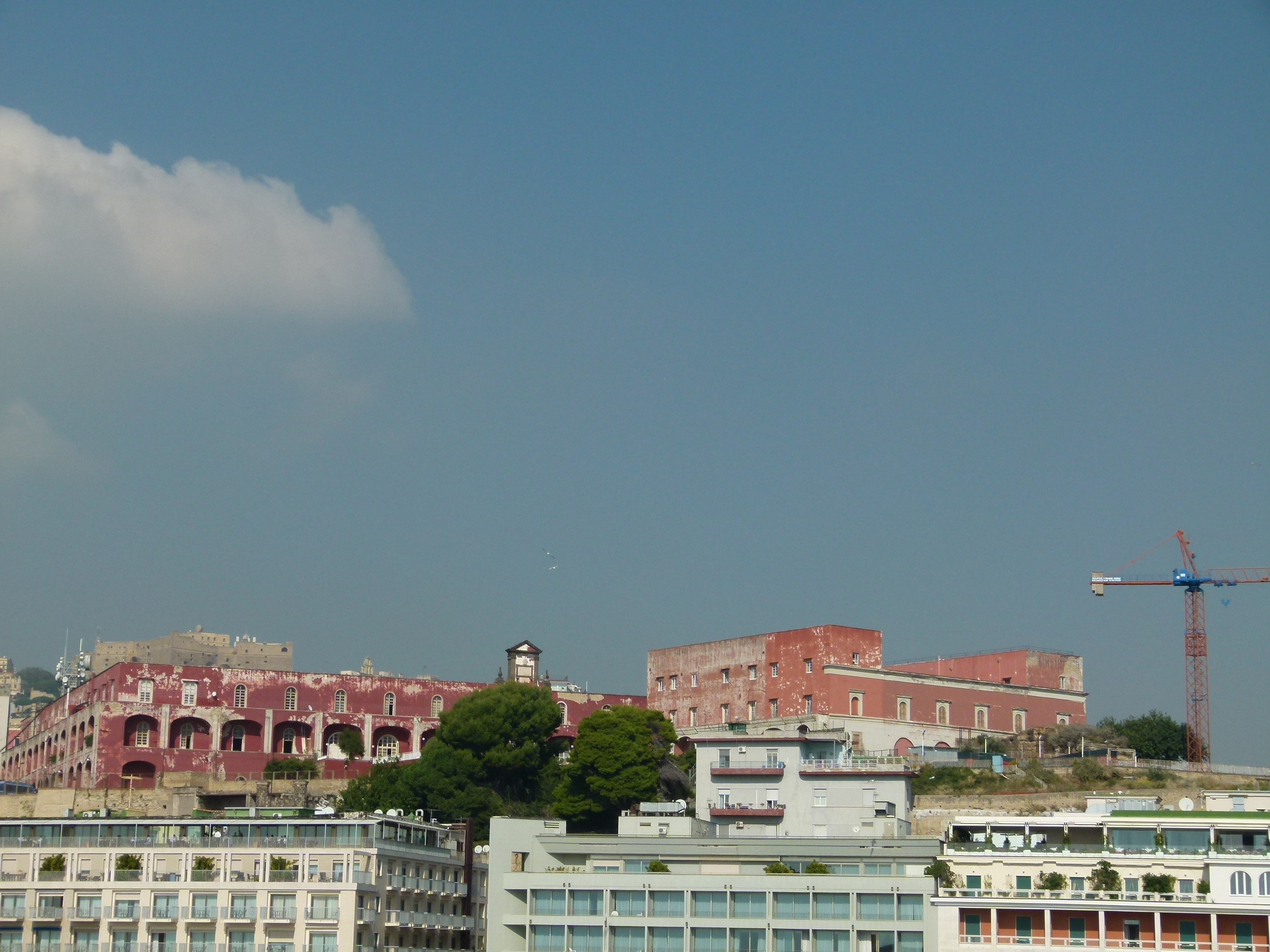
Il belvedere di Monte Echia con il Gran Quartiere di Pizzofalcone a sinistra ed il Palazzo Carafa di Santa Severina sulla destra.

Il sito archeologico di Monte Echia è caratterizzato da alcuni resti della grande Villa di Licinio Lucullo. Accanto alla Villa sorge un pregevole belvedere che offre una delle vedute più belle e caratteristiche di Napoli e del suo Golfo. L'orizzonte spazia a 360° dalla collina di Capodimonte a nord, al Vesuvio ad est, alla Penisola sorrentina e Capri a sud, a Posillipo ad ovest. Il belvedere è stato in tempi recenti oggetto di ristrutturazione. Nell'ambito dei lavori si è inaugurato nel 2024 l'ascensore di Santa Lucia, che permette un rapido collegamento coi sottostanti Borgo Santa Lucia e Borgo Marinari. Il vecchio collegamento era costituito dalle rampe di Pizzofalcone, lungo le quali si può ammirare Villa Ebe, opera dell'architetto napoletano, di origine scozzese, Lamont Young.
Alle spalle del belvedere, nella parte orientale del Monte Echia, sorgono il Palazzo Carafa di Santa Severina e la Chiesa dell'Immacolatella a Pizzofalcone, primi insediamenti urbani della zona, risalenti all'inizio del Cinquecento. L'altro edificio, sul lato sud occidentale, è il Gran Quartiere di Pizzofalcone, oggi caserma della Polizia di Stato Ninio Bixio, costruito, in epoca spagnola, contestualmente alla militarizzazione della collina di Pizzofalcone.

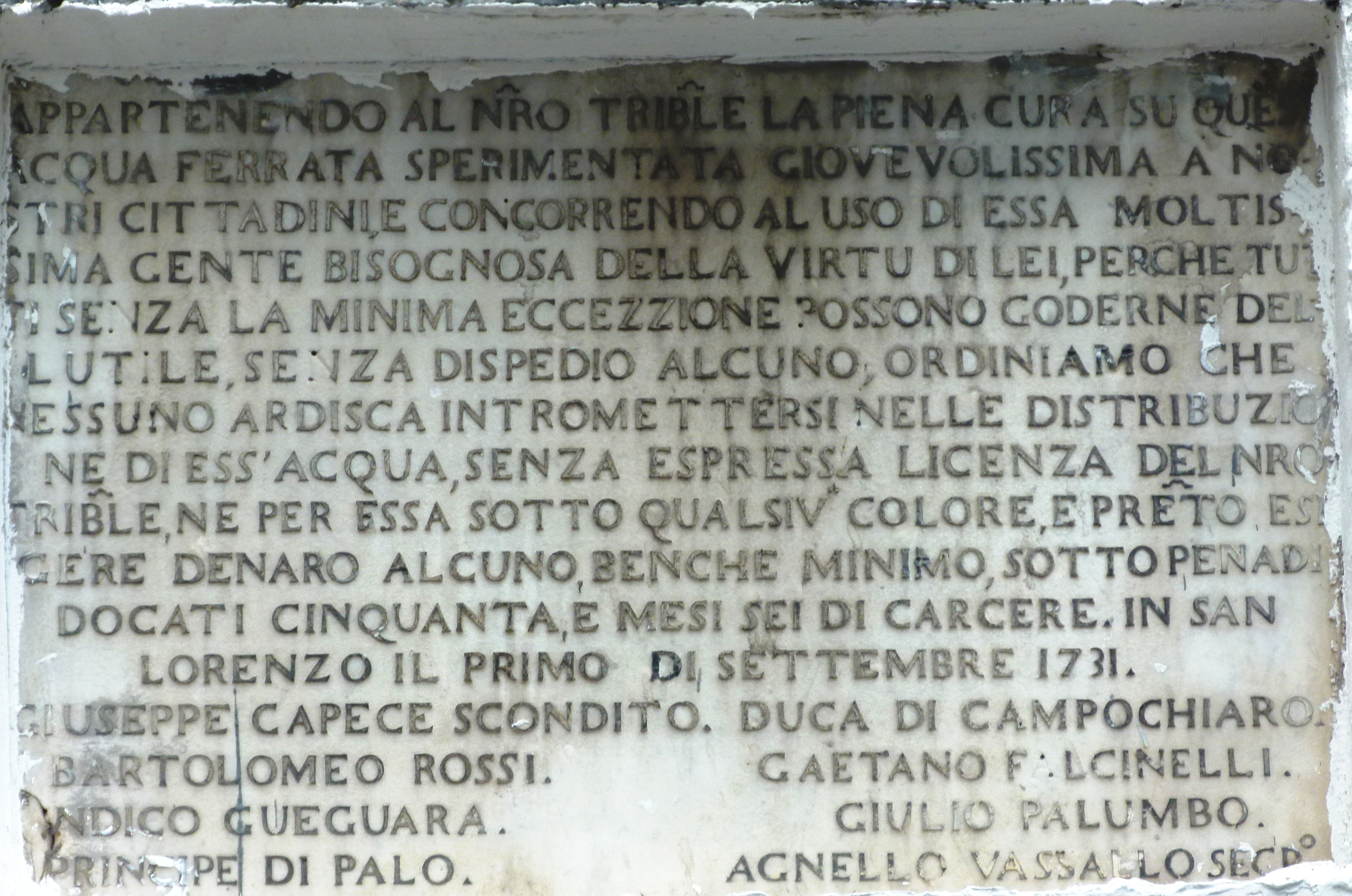
Targa di Editto di dono al popolo della fonte d'acqua ferrata - 1731 - via Chiatamone

Da questo monte aveva origine la sorgente di un'acqua bicarbonato-alcalino-ferruginosa di origine vulcanica, nota ai napoletani di un tempo come acqua zuffregna o acqua ferrata.
Dal nome delle anforette (le mummarelle) utilizzate per raccogliere e vendere ai banchi della città, quest'acqua era anche detta acqua di mummare.
La sorgente venne chiusa agli inizi degli anni settanta a causa di timori di contaminazioni per l'epidemia di colera, per poi essere restituita ai napoletani, dopo 27 anni e numerosi controlli, da quattro apposite fontanelle site in via Riccardo Filangieri di Candida Gonzaga, l'antica via del parco del castello, nei pressi di Palazzo Reale. Nel 2003, dopo soli 3 anni, queste fontane sono state nuovamente chiuse ed oggi versano in uno stato di totale degrado e abbandono. Un'altra fontana della stessa fonte, donata nel 1731 al popolo del borgo di Santa Lucia, in via Chiatamone è ancora murata.